# Gormiti
 (juin 2021).
- Si vous ne connaissez pas le sujet, laissez ce bandeau (vous pouvez alors contacter les auteurs).
- Si vous supprimez le contenu mis en cause (vous pouvez préalablement contacter les auteurs),

argumentez précisément cette suppression dans la page de discussion
(un manque de référence n'est pas un argument ; une recherche réelle de référence doit avoir été effectuée, être formellement documentée).
 (décembre 2023).
Motif : Qu'est-ce qui est notable : le jeu ? les/l'une des séries ? S'il y a plus de deux sujets notables, il faut absolument les séparer dans au moins deux articles distincts.
 (juillet 2009).
Si vous disposez d'ouvrages ou d'articles de référence ou si vous connaissez des sites web de qualité traitant du thème abordé ici, merci de compléter l'article en donnant les références utiles à sa vérifiabilité et en les liant à la section « Notes et références ».
Gormiti ou Les Seigneurs invincibles de la nature (Gormiti, Gli Invincibili Signori della Natura) désigne :
- Un jeu créé en Italie en 2005 par Leandro Consummi et la société Grani & Partners/Gruppo Preziosi[1]

- Quatre séries télévisées d'animation adaptées du jeu ci-dessus :

- 2009 : Gormiti, che miti, série produite par Marathon Media/Giochi Preziosi/Canal J
- 2011 : Gormiti - Il ritorno dei Signori della Natura, série franco-italienne produite par Giochi Preziosi Group et Marathon Media
- 2012 : Gormiti Nature Unleashed, série italienne produite Giochi Preziosi et Mondo TV
- 2018 : Gormiti La légende prend vie, série italienne produite Giochi Preziosi, Kotoc et Mondo TV
La série prend fin en 2013 avec Gormiti Geolab.
La série Gormiti revient en 2018 avec des nouveautés pour redémarrer la saga, dont la nouvelle série est très différente de celle de l'originale, ainsi que de nouveaux personnages tels que Riff qui contrôle Lord Keryon avec Vulkan, Koga, Hurik, Saburo et Pyron, l'Hypergéant du feu, Ikor qui contrôle Lord Trytion avec Akilos, Hydros, Diakos, Ikalos et Cryos, l'Hypergéant de la glace, Trek qui contrôle Lord Titano avec Karak, Hirok, Havok, Torak et Gorok, l'Hypergéant de la pierre, Eron qui contrôle Lord Helios avec Zefyr, Typhon, Orion, Hurricane et Wrago, l'Hypergéant du vent, Ao-Ki la mystérieuse fille de la lumière et d'un nouveau groupe d'ennemis nommé les Darkans, composé de Lord Voidus, le seigneur des Darkans, Gredd, Xathor, Kratus et Cryptus.
La série Gormiti est à nouveau rebootée en 2024 avec une série live-action intitulée Gormiti - The New Era.

## Le jeu

### Présentation
Le terme Gormiti désigne à la fois le jeu et les personnages imaginaires qui le composent (« "les" Gormiti », représentés par un ensemble de figurines de 5 cm de haut, chacune associée à une carte donnant des informations sur le personnage (puissance, caractéristiques, etc.).
Ces personnages ont chacun des pouvoirs particuliers, souvent surnaturels ou, du moins, extraordinaires.
Les personnages sont regroupés en 5 peuples (+ 2 peuples spéciaux), comportant 6, 5, à 4 personnages plus un seigneur : 
- le peuple de la terre a comme seigneurs : Gheos, Kolossus, Thorg l'Ancien, Nick, Tellurio, Bisamonte, Agrom ;
- le peuple de la foret a comme seigneurs : Tasarau, Barbatus, Le Grand Arbre, Lucas, Selvans, Arboricus, Tasaru ;
- le peuple de l'océan a comme seigneurs : Polypus, Carrapax, Nobilmantis, Toby, Heraklion, Kraken, Piron ;
- le peuple de l'air a comme seigneurs : Noctis, Helios, Devilfenix, Jessica, Vega, Mystral ;
- le peuple du magma a comme seigneur : Magmion ;
- le peuple de la lave a comme seigneur : Lavion ;
- le peuple du volcan a comme seigneurs : La Terreur, Armageddon, Cerbante, Cracheur de feu ;
- le peuple des ténèbres a comme seigneur : Obscurio ;
- le peuple de la lumière a comme seigneur : Luminos le Suprême ;

### Les figurines

#### Les mini-figurines
Le jouet d'origine est constitué d'une série de figurines, chacune associée à une carte de jeu.
Chaque figurine a un nombre (de 1 à 9) imprimé sous le pied. Les cartes comportent aussi un nombre indicateur de puissance, pouvant aller de 1 à 11. Le Gormiti ayant la puissance la plus élevée gagne.
Suivant le pays, les figurines sont vendues :
- une par une, dans des petits sacs indifférenciés (on ne peut savoir quelle figurine on achète, mais en touchant le sachet, on peut arriver à déterminer de quel personnage il s'agit) ;
- par 2 ou 4 sous blister, en général une figurine est cachée ;
- par boîtes complètes, comprenant tous les personnages, ainsi que leur île et différents accessoires.

#### Les figurines mobiles
Un certain nombre de figurines peuvent se trouver, suivant les pays, sous la forme de personnages articulés, plus grands que les Gormiti de base (environ 20 à 25 cm de haut). Ces personnages ont des parties détachables et interchangeables par le biais d'aimants, ce qui permet de créer ses propres personnages.
Certains sont animés et comportent des sons, des animations lumineuses, et des projectiles.
Depuis leur création, les Gormiti ont évolué et se divisent ainsi en différentes époques, appelées séries.

## Séries télévisées

### Première série

#### Saison 1Gormiti Les Seigneurs de la Nature! (2008 - 2009)
Sur une île lointaine, il y a bien longtemps commença l'histoire des Gormiti...
L'île de Gorm était habitée par un peuple qui vivait en paix sous la conduite du Vieux sage, gardien des secrets de la magie, dans leur village au pied d'un volcan endormi qui ne les avait jamais menacés.
Un jour, le volcan montra sa nature féroce en explosant brutalement sous la terre et dans les airs.
La terre, jusqu'alors verte et luxuriante, devint en un instant une étendue de poussière et de roche calcinée, noire, désolée, brulée. Des cendres, naquirent des créatures étranges, moulées par la chaleur de la lave, et dirigées par Magmion, seigneur du mal. Ces créatures de feu furent appelées les seigneurs du Magma, et Magmion, eu immédiatement envie de voler l'âme des pauvres Gormiti sans défense.
La prédiction devint réalité : « Des profondeurs de la terre, des créatures mortelles monteront. Elles balaieront la terre de toute vie, et le bien devra se battre s'il veut éviter un sort encore plus terrible que l'anéantissement total... »
Le temps passa, et le peuple de la lave régnait, sans opposition, sur l'ile de Gorm. Cependant, malgré l'absence d'opposant, ils mourraient de faim. Leur mauvaise énergie s'épuisait lentement et le rire triomphant de Magmion était devenu un rictus plein de ressentiment - sa propre malignité était en train de le perdre. Mais il n'aurait permis à rien ni personne de mettre fin à son règne, il revint donc aux profondeurs de la Montagne de Feu pour recharger ses pouvoirs et attendre un moment opportun pour lancer son attaque, et finalement, reprendre le contrôle de l'île de Gorm. Un par un, les membres de sa tribu le suivirent dans le volcan, laissant l'île de Gorm déserte et sans vie.
Le temps continua à passer et le Vieux sage attendait, attendant son heure en pleurant les amis qu'il avait perdus. La légende dit que ses déchirures sont devenues la flamme bleue magique appelée l'œil de vie, le symbole qui a inspiré le Vieux Sage à poursuivre la rénovation de Gorm et son peuple. Une tâche gigantesque !
Le Vieux Sage demanda aux Éléments de la nature d'aider à recréer ses amis perdus et apporter la vie à une nouvelle civilisation Gormiti. En combinant les Éléments avec ses pouvoirs magiques, quatre tribus distinctes apparurent :
- le peuple de la terre - Forts et vertueux, ce sont les enfants de la Nature-Mère ;
- le peuple de la foret - Sages et rudes, protecteurs des bois et des plantes ;
- le peuple de l'océan - Guerriers des mers, aussi souples et rapides que des poissons ;
- le peuple de l'air - Gardiens des nuages, aussi agiles et fiers que des oiseaux.

Le Vieux sage était satisfait de son œuvre, mais il savait que ce qui couvait dans les profondeurs de la Montagne de Feu pourrait revenir pour détruire Gorm de nouveau. Dans cette perspective, il créa les seigneurs. Ils étaient plus grands, plus puissants et n'avaient aucune mémoire (!). Ils sont devenus les chefs des tribus. Les Seigneurs n'étaient pas seulement des coquilles vides, car chacun d'entre eux possédait une grande force et une âme passionnée. Ils vivraient et mourraient pour leurs tribus.
Pendant ce temps, dans les profondeurs de la Montagne de Feu, la magie cruelle de Magmion devenait plus forte et plus destructive. Très bientôt, il reviendrait à l'île de Gorm, mais cette invasion ne serait pas facile, car Magmion avait appris qu'il ne pouvait pas vivre sans l'énergie des Gormiti. Cette fois, il avait un plan plus vicieux que jamais auparavant. Cette fois, il ne se contenterait pas de vaincre ses ennemis, mais il les contrôlerait pour toujours ! Le temps approchait rapidement.
Bientôt, les Gormiti virent des trainées de flammes rouges traversant le ciel. Au début, ils crurent que c'était une conséquence des éruptions précédentes du volcan, mais le Vieux Sage savait que c'était autre chose : Magmion chassait sa tribu du volcan qui entrait en éruption. Le Vieux Sage émit alors un puissant message télépathique afin d'alerter les seigneurs de chaque tribu de la nature. Les seigneurs se positionnèrent pour protéger leurs tribus dans les villages et les préparèrent à la bataille. La lutte épique entre le bien et le mal était sur le point de commencer de nouveau.
Magmion n'était pas prêt à laisser son destin entre les mains de sa tribu seule, il tenta donc de projeter le doute et la cruauté sur chaque village. Cela ne détruisit pas les Gormiti, mais perturbât leur capacité à distinguer les amis des ennemis. Sa manœuvre réussit et les Gormiti perdirent leur confiance en eux, et commencèrent à se battre entre eux. Les amis devenaient les pires ennemis, amers, et enfermés dans leurs combats.
C'est ainsi que commença la grande guerre. Les 4 tribus de la terre, de la forêt, de la mer et de l'air se battant contre celles de la lave et du volcan. Les amis devenus ennemis, chacun se battant contre tous les autres. Les tribus du bien étaient persuadées que la conquête était la seule façon de vaincre, tandis que les tribus du mal visaient une domination totale, en accord avec le souhait de Magmion.
La grande guerre de Gorm commença, les histoires de bravoure, de conquête et de bataille entre Gormiti allaient remplir les livres d'histoire pendant les longues années à venir.
Voix françaises :
- Emmanuel Garijo : Toby
- Hervé Grull : Nick
- Alexandre Nguyen : Lucas
- Delphine Braillon : Jessica
- Christophe Lemoine : Razzle
- Tony Marot : Père de Toby et Nick, Ike
- Sylvie Jacob : Gina
- Antoine Tomé : Magmion
- Adrien Antoine : Obscurio, Luminos
- Thierry Mercier : Lavion, Armageddon
- Patrice Baudrier : Lavor, Bombos
- Laura Préjean : Paula

Version française réalisée par :
- Société de doublage : Ramsès
- Direction artistique : Françoise Blanchard
- Adaptation des dialogues : Jérôme Dalotel, Alexa Donda, Jonathan Amram

##### Liste des épisodes
1. La Pierre de Soufre
2. Lucas Vire au Vert
3. Raz de Marée sur Venture Falls
4. Le Maître Prisonnier
5. Les Bannis
6. La Malédiction de la Couronne
7. Les Gardiens Ancestraux
8. Les sels noirs de l'ocean
9. Une Tribu Qui Manque d'Air
10. Les Racines du Mal
11. La Tribu des Disparus
12. Système en Etat de Choc
13. Le Brouillard de Gorm
14. Les Bonnes Manières
15. Une Journée Peu Ordinaire
16. Menace Souterraine
17. Les Moissons de la Colère
18. Les Crapauds ont le Cafard
19. Les Seigneurs du Destin
20. La Piqûre d'Insecticus
21. Super Gormiti
22. Le Labyrinthe du Chaos
23. Hypnotisés
24. La Faille Interdimensionnelle 1ère Partie
25. La Faille Interdimensionnelle 2ème Partie
26. Le Seigneur Des Ténèbres

#### Saison 2Gormiti L'Ère de l'Éclipse Suprême (2009 - 2010)

##### Liste des épisodes
1. La Fin du Gorm
2. Arachnophobie
3. Le Sortilège du Basalte
4. La Vallée de l'Oubli
5. A la Recherche de Diamants
6. La Pierre Réfléchissante
7. Sans Sensations
8. L'anneau d'Eternité
9. Diversion
10. Guerres Internes
11. Echange de Pouvoirs
12. Hibernation
13. L'Oeuf Solitaire
14. Maladresses
15. Cloué au Sol
16. Enfermés en Plein Ciel
17. Les Ailes Perdues
18. La Forêt Séparée
19. L'Aigle des Neiges
20. Pouvoir du Nord
21. La Perle des Profondeurs
22. Le Pouvoir Du Sud
23. Le Pouvoir de l'Ouest
24. Le Pouvoir de l'est
25. Eclipse - Partie 1
26. Eclipse - Partie 2

#### Saison 3Gormiti Nature Unleashed(2012)
Il y a trois mille ans, l'île de Gorm faisait face à la plus grave des menaces - Magor, le redoutable chef de la tribu du volcan, était au zénith de son pouvoir. Sa griffe sombre et ses pouvoirs volcaniques ont menacé de consumer toute l'île avec tous les Gormiti vivants ! Magor n'a été repoussé que par le combat désintéressé et le pouvoir invincible des seigneurs de la nature. Appelés des quatre tribus - Terre, Air, Océan et Forêt - ils ont été guidés par le mystérieux bienfaiteur, le Vieux Sage.
Les seigneurs savaient qu'une victoire contre Magor était temporaire si la source de leur nouveau pouvoir était intacte. Les plus sages parmi les Seigneurs originaux ont conçu un plan brillant, mais drastique - diviser la source de tout leur pouvoir - Le Cœur de Gorm - en cinq particules de Gorm, et cacher chaque pièce au fond de leurs royaumes respectifs. Pour s'assurer que ces particules de Gorm resteraient éternellement éloignées, les Seigneurs ont pris une décision difficile mais nécessaire qui a changé leurs nations insulaires pour toujours : ils construisirent des murs massifs et impénétrables séparant leurs royaumes unifiés pour l'éternité. Pour continuer de s'assurer que Magor était perdu dans le temps, chaque Seigneur permit au Vieux Sage d'enlever de ses souvenirs les endroits où se situait chaque particule de Gorm.
C'était un prix énorme à payer. Les Gormiti avaient forgé une société merveilleuse en vivant et en travaillant ensemble. Ils pensaient que pour que la paix puisse prospérer, il n'y avait pas d'autre moyen. C'est ainsi que chacun des seigneurs élémentaires de Gorm se retira dans son royaume, l'éloignant de ses alliés pour toujours. Les légendes de cette bataille épique et la volonté qu'il a fallu pour la compléter vécurent pendant des générations sous la forme d'une histoire connue sous le nom du Chemin. L'Histoire est une feuille de route qui détaille les plans légendaires des Seigneurs pour une paix acharnée et donne l'espoir aux générations futures de continuer le Chemin.
Et pendant plus de trois mille ans, la paix a duré ... Jusqu'à aujourd'hui ...
Le jour où le jeune Agrom, prince de la tribu de la Terre, a trouvé une fissure dans le mur de son royaume ...

### Deuxième série:Gormiti: La légende prend vie(2018)
Il y a longtemps, le monde insulaire de Gorm était menacé par de terribles ennemis : les Darkans. Les Gormiti, guidés par leurs puissants seigneurs, ont uni leurs forces pour faire face à cette menace. La guerre a éclaté… mais les Gormiti ont gagné. Aujourd'hui, on se souvient de cette bataille comme d'une légende. La seule preuve restante est la tour des Éléments, ancienne forteresse des Gormiti. Lorsque 4 jeunes élus - Riff, Ikor, Trek et Eron - découvrent la Grande Tour, la prophétie se réalisent : les Darkans sont de retour! Nos héros doivent apprendre à utiliser les bracelets élémentaires pour invoquer les légendaires Gormiti et libérer leur pouvoir, afin de sauver le monde!

### Troisième série:Gormiti: Nouvelle Génération (2024 - )
Dans le monde de Gorm, le Chancelier Karak demanda à une gardienne appelée Myridell de s'enfuir sur la Terre avec les Elésphères Sacrées pour trouver 4 nouveaux Scions qui apprendront à maîtriser le pouvoir des Gormiti. Les Elésphères choisissent 4 adolescents : Zane qui deviendra membre du clan du Feu et fera équipe avec Fireon, Carter qui sera le chef d'équipe ainsi que membre du clan de l'Eau et équipier d'Aqu, Glen membre du clan de la Terre et équipier de Rockard et enfin Skye membre du clan de l'Air et équipière de Windell. Ils devront apprendre à maîtriser le pouvoir de leurs Gormiti ainsi que le pouvoir de la Fusion pour combattre et arrêter Lord Graven et ses généraux : Krater, Fraktur, Audra et le Baron Durghon qui se révélera être un ancien gardien de Gorm et le père de Myridell... Ils deviendront coéquipiés et surtout amis.
Lors de la Bataille Finale, les Scions accompagnés de Myridell, Bors Karak, (devenu leur deuxième Gardien car Myridell avait été capturée par son père mais sera secourue par Bors, les Scions et Luxe, la compagne de Rockard), et Durghon qui a finalement rejoint les gentils se rendent sur Gorm pour attaquer Graven sur Grimdar mais ce dernier a déjà conquis Gorm avec la complicité de son espion. Le traître se révélera être le Chancelier Karak, le grand frère de Bors. Les Scions utiliseront le pouvoir de la Fusion et de l’Éclat pour bannir Graven. Ils seront accueillis en héros par les Gormiens dont Luxe. Zane, Skye, Carter et Glen relâcheront les esprits de leurs Gormiti qui partiront en paix. Bors, Myridell et Durghon resteront sur Gorm pour rebâtir leur monde tandis que Krater, Fraktur et Audra seront arrêtés. Zane et Skye se mettront finalement ensemble et avec Carter et Glen ils reprendront une vie normale. Mais banni de nouveau sur Grimdar avec le Chancelier Karak, Graven, affaibli, le tuera pour recouvrer ses forces avant de rire et pousser un hurlement terrifiant signifiant que tout n'est pas encore terminé...
Episodes : (Saison 1)
1 : Une nouvelle ère 
2 : Le conseil de Gorm
3 : L'union fait la force
4 : Mise à l'épreuve
5 : Les Choses Sérieuses
6 : Esprits empoisonnés
7 : Le Maillon Faible
8 : La méthode Gormian
9 : Révélation Troublante 
10 : Le pouvoir de la Fusion
11 : Un nouveau Gardien
12 : Mission de sauvetage
13 : Retrouvailles
14 : Esprit d'équipe
15 : Une nouvelle menace
16 : Dans l'obscurité
17 : Nouvelle Trahison
18 : Un nuage menaçant
19 : Le grand saut
20 : L'Affrontement
Notes et références
- (en) Cet article est partiellement ou en totalité issu de l’article de Wikipédia en anglais intitulé « Gormiti » (voir la liste des auteurs).

1. ↑  Toypedia, Minifigures.blogspot.com.